# Ненорово (Костромская область)
Ненорово — деревня в Нерехтском районе Костромской области. Входит в состав Волжского сельского поселения.

## География
Находится в юго-западной части Костромской области на расстоянии приблизительно 32 км на восток-юго-восток по прямой от районного центра города Нерехта в 6 км от города Волгореченск на юго-запад.

## История
Известна с 1872 года, когда здесь было учтено 18 дворов, в 1907 году отмечено было 30 дворов.

## Население
Постоянное население составляло 147 человек (1872 год), 147 (1897), 185 (1907), 20 в 2002 году (русские 95 %), 14 в 2022.